# ITunes
Az iTunes az Apple digitális zenei és videóállományok lejátszására szolgáló médialejátszója, amelyet 2001. január 10-én mutattak be a MacWorld Expón. Az iTunes Music Store nevű virtuális bolt 2003. április 28-án indította meg szolgáltatását. 2009 januárra már több mint 6 milliárd zeneszámot adtak el. Az iTunes-sal iPod-okat,  iPhone-okat, illetve iPad-ekket is képes kezelni. A program az Apple honlapjáról szabadon letölthető. Az iTunes a Mac gépekhez adott iLife programcsomag része volt. Első változatát Mac OS 9-re írták, de a 3-as verziótól már csak az újabb Mac OS X-t támogatta.
Az Apple 2019 június 3-án bejelentette, hogy az iTunes-t külön dedikált appok váltják fel az új macOS-ben (macOS Catalina). Ezek a Zene, Podcastok és TV névre fognak hallgatni. A változtatás nem érinti a Windows illetve a régi macOS-el rendelkező felhasználókat.

## Funkciói

### iTunes Store
Az iTunes Store (kezdetben iTunes Music Store) az Apple internetes zeneáruháza. Az első iPod-dal egy időben jelent meg, és annak terjedését is elősegítette. A 7.0-s verziótól kezdve videót lejátszani képes iPodra nem csak sorozatokat, videóklipeket és kisfilmeket, hanem egyre több mozifilmet lehet vásárolni. Az EMI zenei kiadó által másolásvédelem nélkül piacra bocsátott (és magasabb árú) állományokon kívül minden dal egységesen .99 dollárba (.99 euróba) kerül, és az Apple FairPlay másolásvédelmi rendszere alatt jelenik meg, ezért maximálisan 5 általunk "authorize"-old számítógépen, vagy iPodon tudjuk lejátszani, illetve maximálisan 7 audio cd írható az adott számokból, albumokból. 2009. Április 7-től a zeneáruház teljes gyűjteményéről eltávolították a másolásvédelmet.

### Lejátszási Lista
Az iTunes zene-könyvtárából a könnyebb csoportosítást segítendő lejátszási listákat (dallistákat, játéklistákat, playlisteket) állíthatunk össze. A Smart Playlist funkció megadott paraméterek alapján (például előadó, cím tartalmazzon valamit, vagy 1999 előtti szám legyen) keres a könyvtárban és folyamatosan frissíti saját tartalmát. A lejátszási listák csoportosítását mappák segítik.

### Zenekönyvtár
A program minden benne tárolt zene- és videoállományt a zenekönyvtárában tárol. Benne az eligazodást lejátszási listákkal, illetve a jobb felső sarokban található fürge keresővel teszi könnyebbé. Háromféle nézet közül választhatunk: számonkénti felsorolás, albumonkénti, illetve az iTunes védjegye, a Coverflow. Utóbbi funkció kihasználja a grafikus megjelenítést, így "lapozhatunk" a számok között, 3 dimenzióban. Az iTunes-szal könnyű a zenekezelés, így az egyik legelterjedtebb média szoftver.

### Internetes Rádió
Online rádióadók gyűjteménye. Az összes elérhető online-rádióadók száma meglepően nagy, 4500 feletti. Az iTunes "Radio" könyvtárában több, mint 20 különféle stílusú téma közül választhatunk (pl. zenei, sport, hírek, vígjáték, vallásos), de a zenei kínálat a legbővebb. Kiválasztva egy stílust, pl. jazz, csak itt több mint 100 online rádió neve jelenik meg, melyek a kiválasztott zenei stílust játsszák. Az adók neve mellett rövid leírás is segít abban, hogy pontosítsuk a zenei kínálatot. Az adó nevére kattintva pár másodpercen belül elindul a lejátszás. (Forrás: iTunes program)

### Fájl-formátumok
Az iTunes 7 fajta formátumot  ír és olvas, illetve MP3, AIFF, WAV, MPEG-4, AAC, Apple Lossless formátumokba képes konvertálni.

### Zene megosztása
Az iTunes legfőbb erényének, a zenekezelésnek van egy másik funkciója is: szinkronizálhatjuk gyűjteményünket az iPod-unkkal.
Csak csatlakoztatni kell, máris felismeri és betölti az adatokat róla. Ha észrevette, hogy az iPod-on olyan számok vannak, melyek nem találhatóak meg a gépen, figyelmeztet minket. Azonban egyetlen hátránya van, ha egy másik számítógéphez csatlakoztatjuk, az törli az adatokat, és újraformázza azt, ami csak iPod shuffle esetében van így, mivel az nem rendelkezik fejlett operáció rendszerrel. Azonban ennél a terméknél is ki tudjuk ezt küszöbölni azzal, hogy a beállításoknál nem engedélyezzük az iTunes automatikus indulását, illetve engedélyezzük az adattárolóként való használatát, így nyugodtan tudjuk bármelyik gépen tölteni, és adataink sem vesznek míg el nem indítjuk az iTunes-t. A Nano, Classic, és Touch esetében pedig a program rákérdez, hogy "Eares and Sync" ha itt a "Cancel"-t választjuk akkor minden adatunk megmarad, és akár további adatok rátöltése is lehetséges.
Az iTunes egyik igen impozáns képessége a Zene megosztása. A program által megosztott zenéket az adott hálózatban mindenki láthatja a program segítségével. Ezeket meg lehet hallgatni, ám másolni nem, ezzel a számok lopását megakadályozva.
A másik lehetőség az iTunes AIR szolgáltatás. Ehhez szükségünk van egy Airport Express termékre, illetve az ahhoz 3.5 jackkel vagy optikai kábellel csatlakoztatott hangszóró(k)ra. Ha ez adott, akkor az iTunesban ki lehet választani a jobb alsó sarokban egy legördülő menüből, hogy a számítógépen kívánja lejátszani az adott számot/albumot, vagy pedig küldje ki az általa érzékelt "Airport"-ra a hangot.

### Video-lejátszás
A 7.0-s verziótól az iTunes videolejátszási képességét kibővítették, így a QuickTime állományokon kívül mpg formátumot is képes lejátszani.

### Játékok
A 7.0 verziótól az iTunes Store-ból iPod, iPhone és iPad játékok is vásárolhatóak.

### Ping
A Ping nevet viselő zenei közösségi hálózatot az Apple hozta létre 2010 szeptember elején. Céljuk egy, a Facebookhoz hasonló közösségi oldal megalkotása volt, amely a zene köré szerveződik. A szolgáltatás az iTunes 10-es program részeként jött létre és segítségével bárki saját fiókot hozhat létre és megoszthatja másokkal kedvenc dalainak listáját. Emellett a felhasználók, hasonlóan a Twitter rendszeréhez, feliratkozhatnak mások frissítéseire, hogy ezáltal értesüljenek a változásokról. Az egyéni felhasználók mellett a zenészek is tagjai lehetnek a Ping hálózatának így a felhasználók tisztában lehetnek a művészek terveivel, megtekinthetik a közzétett fényképeket, videókat és a turnék időpontjait, illetve elolvashatják az általuk kedvelt előadókhoz és albumokhoz fűzött megjegyzéseket. A többi közösségi oldalhoz képest, zártabb rendszert képvisel, mivel nem érhető el sem böngészőből sem telefonról (kivéve az iPhone-t). Használatához mindenképp szükség van az iTunes 10-es programra, vagy iPhone, iPod touch vagy iPad készülékre. A felhasználók ezen belül is tovább vannak korlátozva, mivel csak azokban az országokban elérhető, ahol az iTunes online zeneáruház is működik. A szolgáltatás azonban megszűnt 2012 szeptember végén.

## Egy pár verzió megjelenése, újításai
- 4.9 – 2005. július.28
- 5.0 – 2005. szeptember 7.
  - Új külső
  - A felső LCD az előadót és a dalcímet egyszerre jeleníti meg.
  - A dallisták mappákban csoportosításának lehetősége
  - A keresési funkcióhoz gyors hozzáférést biztosít a keresési mező a jobb felső sarokban.
  - Automatikusan szinkronizálja a kontaktokat és a naptárakat a Microsoft Outlook-kal és Outlook Express-szel
  - Okos shuffle (állítható "véletlenszerűséggel")
  - Variált Bitrátájú AAC fájlok készítésének és lejátszásának támogatása
  - Szülői felügyelet funkció a podcastok, és az iTunes Music Store hozzáférésének beállításához
  - Dalszöveg (Lyrics) hozzákapcsolásának lehetősége.
  - Minden dal "emlékszik", hogy hol hagyták abba a lejátszását, illetve, ha shuffle módban nem akarják lejátszani
- 5.0.1 – 2005. szeptember 20.
  - Biztonsági frissítés
  - A Bonjour for Windows el lett távolítva a telepítőcsomagból.
- 6.0 – 2005. október 12.
  - "Videók" menüpont a források alatt
  - Videó-tartalmak megvételére alkalmas az iTunes zeneboltból.
  - Videó-tartalmak átvitelére alkalmas iPodra
- 6.0.1 – 2005. október 20.
  - Biztonsági frissítés
- 6.0.2 – 2006. január 10.
  - Biztonsági frissítés
  - MiniStore megjelenítése a Könyvtárban (az iTunes store kapcsolódó anyagából)
  - Házi videók iPod-formátumra való konvertálása iTunesban
  - AirTunes-fejlesztés: egyszerre három hangfolyamot is kezelni képes
- 6.0.3 – 2006. február 15.
  - Biztonsági frissítés
  - Teljesítményjavulások
- 6.0.4 – 2006. március 1.
- 6.0.4.2 – 2006. március 3.
- 6.0.5 – 2006. június 29.
- 7.0 – 2006. szeptember 12.
- 7.0.1 – 2006. szeptember 27.
- 7.0.2 – 2006. október 31.
- 7.7 - 2008. július 10.
- 8.0
- 9.0 - 2009. szeptember 9.
- 10.1.2 - 2011. január 28.
- 10.2 - 2011. március 3.
  - Biztonsági frissítés
  - iOS 4.3 támogatás
- 10.2.1 - 2011. március 9.
  - Biztonsági frissítés
  - Javult az iOS 4.3-as rendszert futtató készülékek kompatibilitása és a Home Sharing
- 10.2.2 - 2011. április 18.
  - Szinkronizációs gondok javítása
  - Biztonsági frissítés
- 10.3.1 - 2011. június 6.
  - iCloud ismertetése iTuneshoz
  - iPhone szinkronizálási hiba javítása
  - hibajavítások